# Лі Джун
Лі Джун (кор.: хангиль: 이준; 18 грудня 1859 — 14 липня 1907, англ. Yi Tjoune) — корейський прокурор і дипломат, батько північнокорейського політика Лі Йона.

## Раннє життя
Лі Джун народився в 1859 році в окрузі Пукчон провінції Південний Хамгьон Чосону. Він походив із клану Чонджу Ї.

## Кар'єра
У 1907 році Лі Джун, Лі Сан Соль та Лі Віджон були делеговані імператором Коджоном для участі в Другій мирній конференції в Гаазі, Нідерланди. Йому було доручено оголосити міжнародній спільноті, що Корея є незалежною державою і що японське вторгнення було незаконним. Два місяці вони їхали Транссибірською залізницею. Корейська делегація не була офіційно запрошена, хоча деякі учасники конференції знали, що вони приїдуть. Проте японському уряду вдалося переконати інших делегатів конференції відмовитися від участі корейських делегатів. Лі протестував проти цього рішення. Через кілька днів його знайшли мертвим у його номері в готелі De Jong на Wagenstraat. Причина його смерті невідома, але в Південній Кореї припускають, що він покінчив життя самогубством через неприйняття делегації міжнародною спільнотою. Однак з часом японські газети припустили, що його вбили японські шпигуни.
Місія провалилася. Однак трьом корейцям вдалося привернути увагу всього світу завдяки пресконференції та дописам незалежної газети, яка висвітлювала Мирну конференцію. Прямим результатом їхньої місії стало те, що корейський імператор Коджон був змушений піти у відставку на користь свого сина Сунджона.

## Спадщина
Лі поховали на кладовищі Nieuw Eykenduynen у Гаазі. Його останки були ексгумовані 26 вересня 1963 року та перевезені до Південної Кореї та там перепоховані. У 1977 році на місці його початкового поховання було встановлено величний меморіал. Кілька разів на честь Лі Джуна Північна Корея випускала поштові марки.

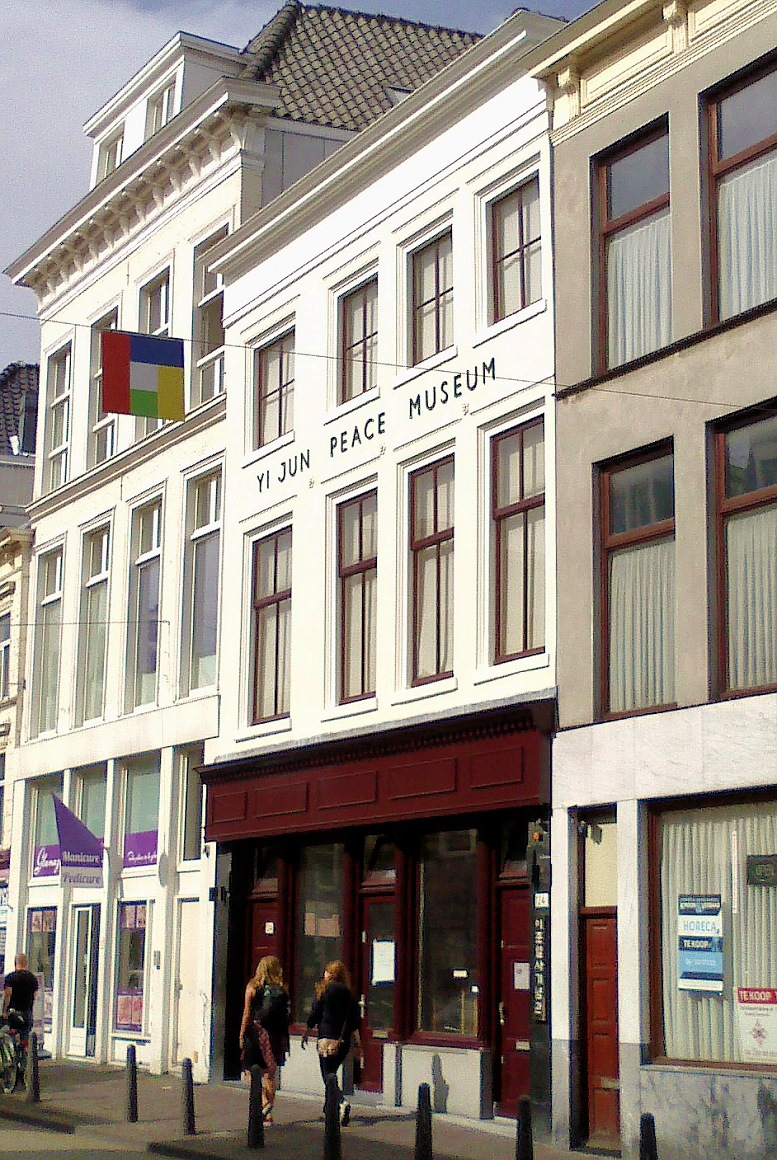
Музей миру Ї Чжуна, Гаага

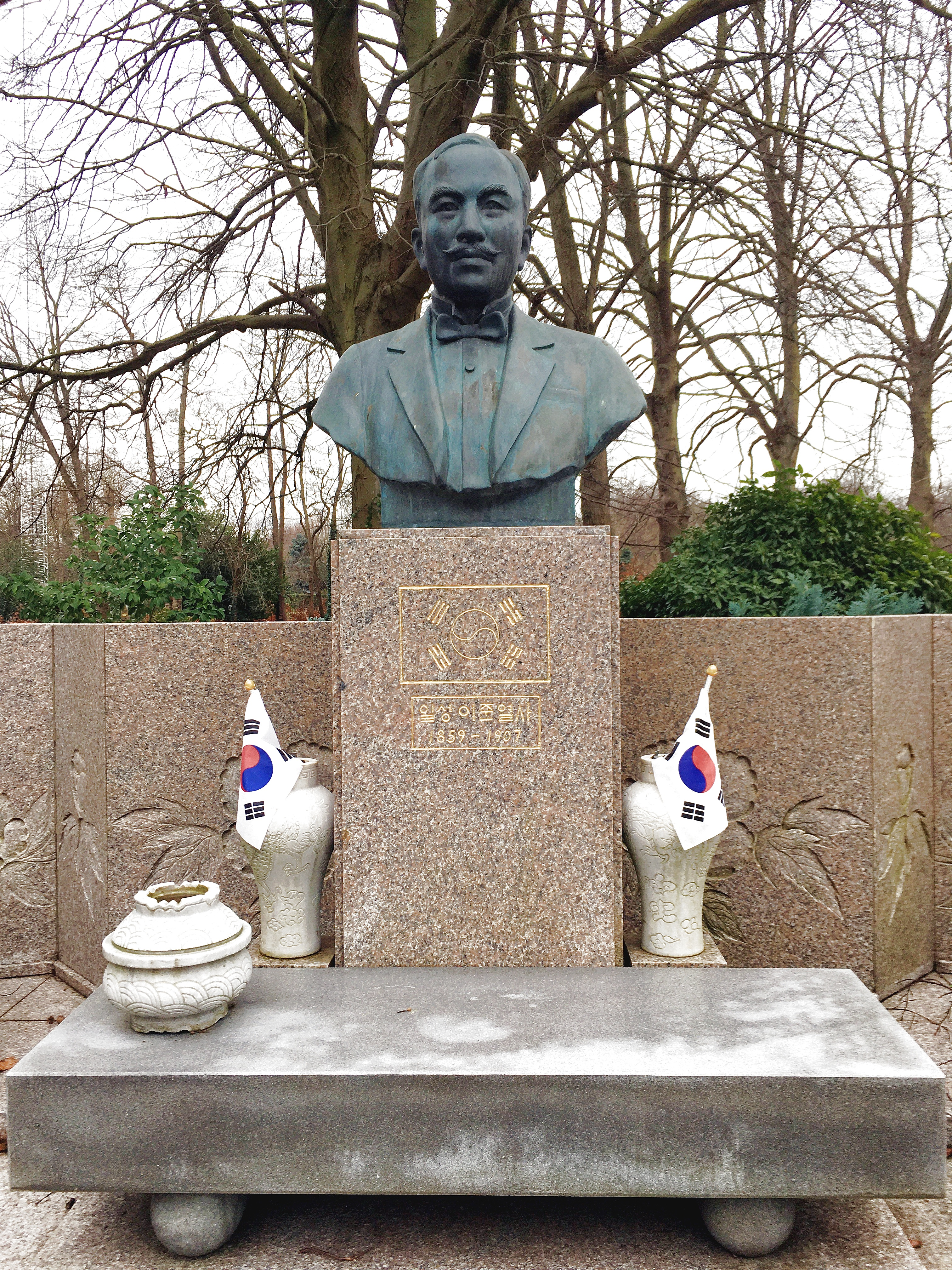
Меморіал Ї Чжуна на кладовищі Nieuw Eykenduynen, Гаага

Колишній готель Де Йонґ, де помер Лі, тепер є Музеєм миру Лі Джуна.